# Mulheres na Revolução Francesa
Revolução Francesa (1789-1799) foi um período de intensa agitação política e social na França. Devido a ela, a sociedade francesa passou por uma enorme transformação, quando privilégios feudais, aristocráticos e religiosos foram reavaliados.
Apesar disso e de seu lema "Liberdade, Igualdade e Fraternidade", a participação feminina nos ventos da Revolução foram amplamente ignorados pela historiografia e desvalorizados, ridicularizados e violentamente rejeitados na própria década de 1790 em diante. Na realidade, a participação das mulheres foi estrutural para a revolução, mesmo que nem sempre diante dos holofotes.

## A desvalorização das mulheres

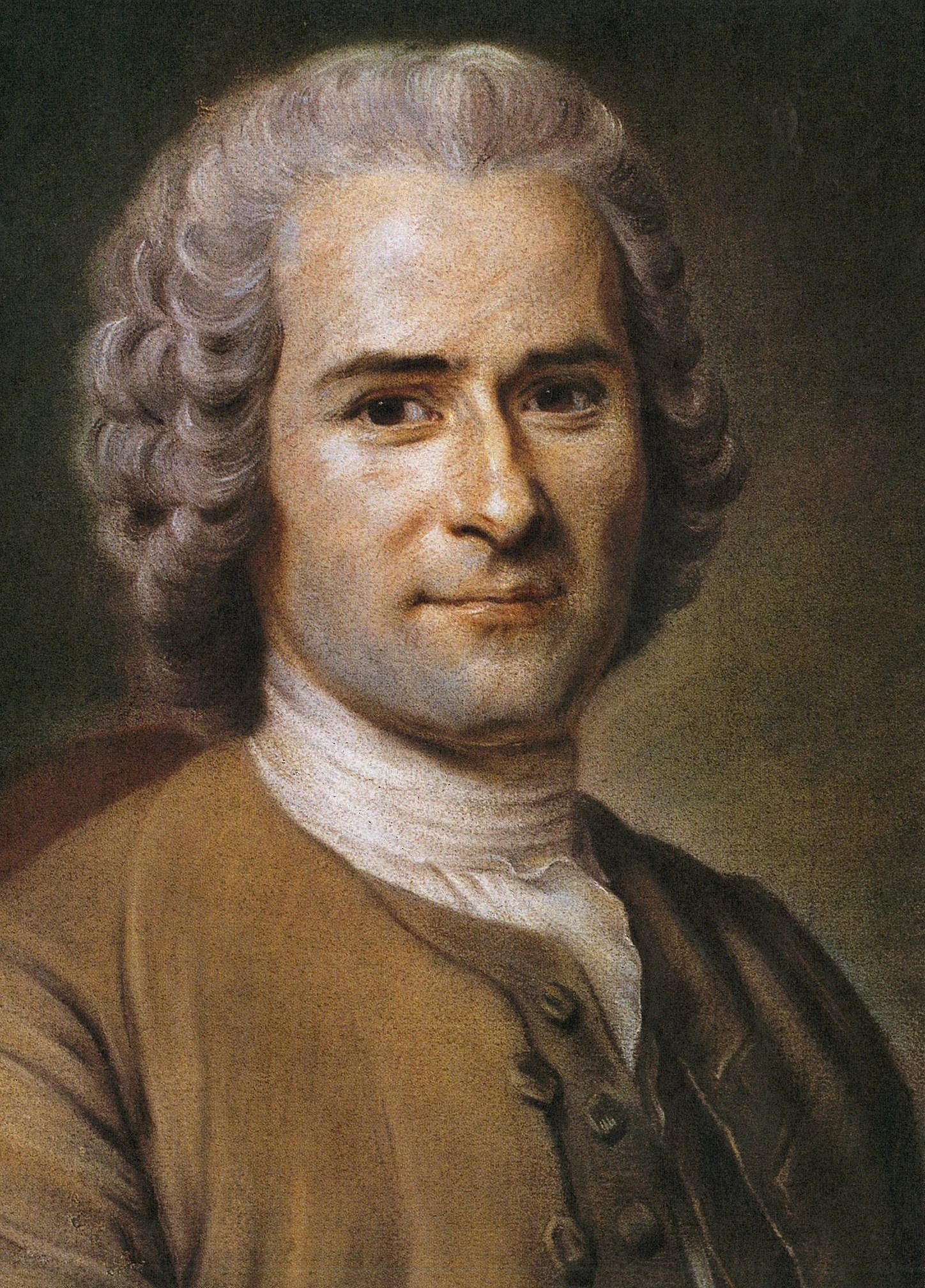
Jean-Jacques Rousseau

A Revolução Francesa utilizou-se, em grande parte, de uma base ideológica Iluminista, cujos pensadores conceberam ideias sobre a condição das mulheres. A cultura europeia dos século XVIII produziu uma quantidade inédita de discursos que tinham por base a concepção de que as mulheres deveriam ostentar as virtudes da feminilidade: o recato, a docilidade, uma receptividade passiva em relação aos desejos e necessidades dos homens e, então, dos filhos.
O homem e a mulher, seriam, em visão da época, seres complementares, sendo o homem superior à mulher, pois ele seria conduzido pela razão, enquanto ela pelo útero. Para a regeneração dos costumes que foram destruídos pelo luxo excessivo, dissimulação e vícios da Aristocracia, a conduta das mulheres deveria ser a mais discreta possível e dedicada à maternidade republicana.
Rousseau criou o ideal de feminilidade que persiste até hoje na subjetividade de mulheres identificadas a esse modelo de submissão, passividade e maternidade. Ele inaugurou um discurso sobre a diferença entre os sexos e suas consequências morais e sociais, acoplando diferença sexual e diferença de gênero. A mulher deveria ser educada para atender as necessidades e os desejos masculinos; assim, elas teriam que ser úteis e sempre procurar agradar aos homens.
Estabelecido este princípio, segue-se que a mulher é feita especialmente para agradar ao homem. Se o homem deve agradar-lhe por sua vez, é necessidade menos direta: seu mérito está na sua força; agrada, já pela simples razão de ser forte (Rousseau, 1973, p. 415).
Enquanto o homem trabalhava na esfera pública, a mulher era a responsável pelo cuidado do lar, dos filhos e do marido. Assim, une-se a esfera da maternidade, das condições do corpo feminino, com o lar - local considerado natural para a atividade da mulher.

## As reivindicações das mulheres

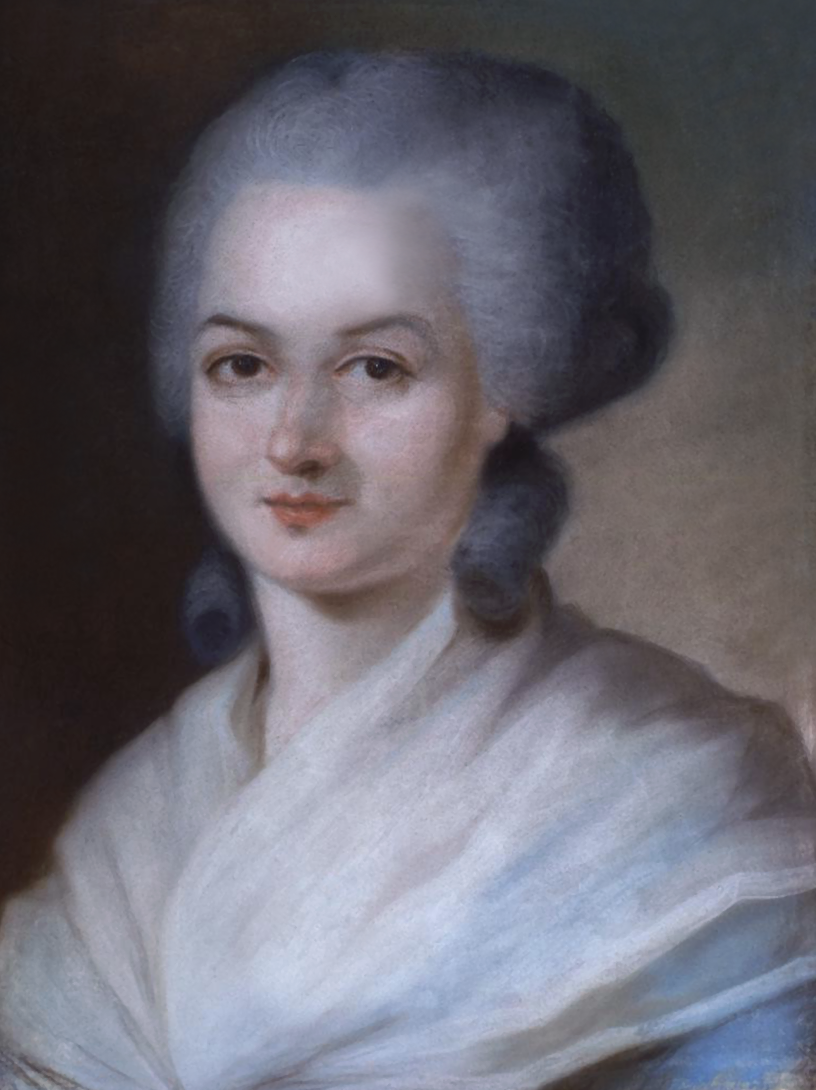
Olympe de Gouges

Durante todo o Antigo Regime, a mulher foi considerada incapaz moral e intelectualmente e, logo,  precisava viver sob a tutela de um homem. Por esse motivo, as maiores lutas femininas eram por direitos civis, cidadania, política e o direito ao divórcio. Quando o rei Luís XVI pediu a todos os franceses que transmitissem suas queixas através de “cadernos de queixas” (Cahiers de Doléances), as francesas se manifestaram pedindo por mais educação, oportunidades de emprego, independência e autonomia, reiterando em seus escritos, fossem eles anônimos ou assinados, a necessidade de moral e bons costumes para reformar a sociedade francesa. O maior expoente feminino na literatura que defendia essas reivindicações foi a feminista Olympe de Gouges (1748 – 1793) que sempre se fez presente na luta revolucionária e escreveu em 1791 a Declaração dos Direitos da Mulher e da Cidadã
Olympe de Gouges dirigiu-se a Robespierre usando o pseudônimo "Polyme", chamando-o de "infâmia e vergonha" da Revolução. Ela alertou sobre o extremismo crescente da Revolução, dizendo que os líderes estavam "preparando novos grilhões se [a liberdade do povo francês] vacilasse". Afirmando que ela estava disposta a se sacrificar pulando no Sena se Robespierre se juntasse a ela, de Gouges tentou desesperadamente chamar a atenção dos cidadãos franceses e alertá-los para os perigos que Robespierre encarnava. Olympe de Gouges foi uma das poucas vozes públicas a protestar contra o tráfico de escravos humanos e a única mulher a criticar abertamente a suspensão do governo da constituição democrática de 1793.Além desses escritos ousados, sua defesa do rei foi um dos fatores que levaram à sua execução. Uma figura influente, uma de suas sugestões no início da Revolução, de ter um imposto patriótico voluntário, foi adotada pela Convenção Nacional em 1789.

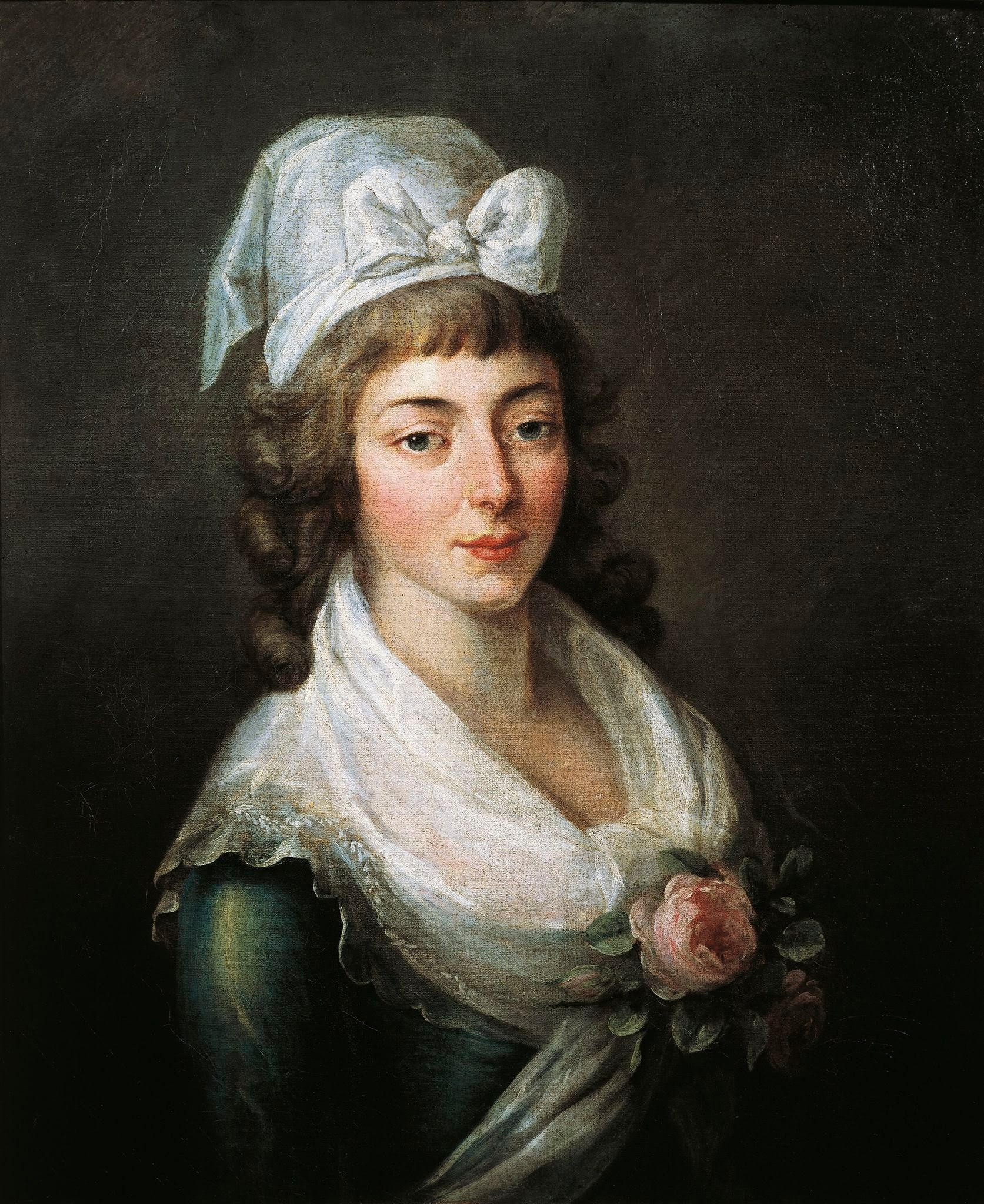
Madame Roland

Madame Roland (também conhecida como Manon ou Marie Roland) foi outra importante ativista feminina. Seu foco político não era especificamente sobre as mulheres ou sua libertação, concentrando-se em outros aspectos do governo. Suas cartas pessoais aos líderes da Revolução influenciaram a política; além disso, ela frequentemente organizava reuniões políticas dos Brissotins, um grupo político que permitia a participação de mulheres. Embora limitada por seu gênero, Madame Roland assumiu a responsabilidade de espalhar a ideologia revolucionária e divulgar os eventos, bem como ajudar na formulação das políticas de seus aliados políticos. Incapaz de escrever políticas diretamente ou levá-las ao governo, Roland influenciou seus aliados políticos e promoveu sua agenda política. Roland atribuiu a falta de educação das mulheres à opinião pública de que as mulheres eram muito fracas ou vaidosas para se envolverem nos negócios sérios da política. Ela acreditava que era essa educação inferior que os transformava em pessoas tolas, mas as mulheres "poderiam facilmente ser concentradas e solidificadas em objetos de grande importância" se tivessem uma chance. Ao ser conduzida ao cadafalso, Madame Roland gritou: "Ó liberdade! Quantos crimes são cometidos em teu nome!" Testemunhas de sua vida e morte, editores e leitores ajudaram a terminar seus escritos, e várias edições foram publicadas postumamente. Embora ela não tenha enfocado a política de gênero em seus escritos, ao assumir um papel ativo no tumultuado período da Revolução, Roland tomou uma posição pelas mulheres da época e provou que elas poderiam ter um papel ativo e inteligente na política.
A baronesa holandesa Etta-Palm d’Aelders, que era radicada em Paris e participou do Círculo Social que fundou o primeiro clube político que admitia mulheres, a Confederação dos Amigos da Verdade, foi outra personagem importante nesse contexto. Ela se engajou em campanhas a favor do divórcio. As mulheres ganharam, de fato, alguns direitos, como o direito ao divórcio (revogado poucos anos depois) e direitos iguais de herança.
Mesmo que essas informações possam ser encaradas como decepcionantes, deve-se lembrar que esse momento histórico trouxe algumas - pequenas, mas não insignificantes - mudanças e avanços em relação aos direitos das mulheres. Mesmo as vozes ignoradas por grande parte dos revolucionários de então, continuaram ecoando e inspirando as gerações seguintes. pois considerava que o casamento indissolúvel tirava a liberdade das mulheres, e pela necessidade da influência das mulheres em um governo livre, para que assim a mulher fosse tirada da posição inferior, passando a ser a companheira voluntária do homem e não sua escrava. Tentou criar uma sociedade que ofereceria aprendizado de oficio a meninas carentes, mas não teve muito apoio e utilizou o dinheiro que foi arrecadado para a educação de três meninas.
As mulheres ganharam, de fato, alguns direitos, como o direito ao divórcio (revogado poucos anos depois) e direitos iguais de herança. No entanto, pode parecer contraditório que justo o sexo que se tornou simbólico da Revolução, da pátria e do povo francês, tenha ficado de fora dos maiores avanços sociais da época. Isso pode ter algumas explicações: as mulheres não eram vistas como um grupo político por si só antes da Revolução e, embora vivessem em uma sociedade que as oprimia, não eram uma minoria perseguida, possuíam certa autonomia e influência. Dessa forma, suas reivindicações talvez não fossem vistas como necessárias. Ainda assim, mesmo as vozes ignoradas por grande parte dos revolucionários de então continuaram ecoando e inspirando as gerações seguintes.

## Declaração dos Direitos da Mulher e da Cidadã

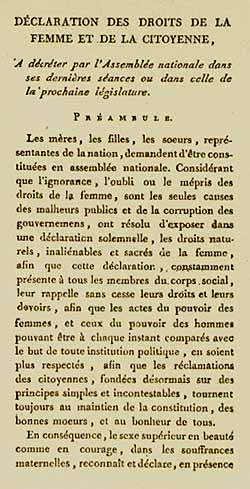
Declaração dos Direitos da Mulher e da Cidadã

Esse documento escrito por Olympe de Gouges em 1791 continha um preâmbulo, onde ela explicava suas motivações: a de que as mulheres fossem incluídas no debate político e que tivessem seus direitos respeitados, além de uma lista com dezessete artigos contendo esses direitos. Olympe de Gouges escreveu o documento com o intuito de sensibilizar os líderes revolucionários à causa das mulheres de serem incluídas no princípio da igualdade que era proclamado pela revolução. O apelo não foi acatado pelas autoridades revolucionárias da época e dois anos depois, Olympe de Gouges foi condenada a morte por ter criticado a condenação de Luis XVI e apoiado os girondinos, a ala mais conservadora da Revolução.

## Os direitos civis
Muitos grupos até então marginalizados na França vieram a público defender que esses direitos deveriam ser estendidos a eles também. Protestantes, judeus, homens negros e homens sem propriedade, por exemplo, tiveram suas reivindicações acatadas. Porém, um grupo que quase não viu mudanças foi o das mulheres.
O direito revolucionário tratou a mulher como alguém capaz juridicamente, podendo realizar qualquer ato ou contrato sem a autorização do marido. O direito da primogenitura e da masculinidade foi abolido em 1790, aumentando a autonomia das filhas que agora poderiam usufruir de sua maioridade. As novas leis sobre a igualdade de herança tornam todos os filhos igualmente herdeiros de seus pais e os poderes paternos sobre seus filhos terminariam quando o jovem completasse vinte e um anos, que era a maioridade que foi fixada. A partir dessa idade, todas as moças e rapazes poderiam se casar sem a autorização do pai

## O divórcio
A introdução do divórcio era um desejo tanto dos homens, quanto das mulheres da época. A Declaração dos Direitos do Homem e do Cidadão politizou a questão do casamento, que passou a ser pensada à luz da Liberdade, e o artigo sete da Constituição de 1791 transformava o casamento em um contrato civil que poderia ser alterado como qualquer outro. Ficava estabelecido que tanto o homem, quanto a mulher, poderia requerer o divórcio no caso de:
1. Insanidade de um dos cônjuges;
2. Condenação a penas aflitivas ou infamantes;
3. Crimes, servícias ou injurias graves de um contra o outro;
4. Notório desregramento de costumes;
5. Abandono por dois anos, no mínimo, do domicílio conjugal;
6. Ausência do lar, sem noticias durante cinco anos;
7. Emigração.[19]

Nesses casos, o divórcio era concedido prontamente, mas ele também poderia ser adquirido caso houvesse um acordo mútuo das partes envolvidas. Porém, os direitos após o divórcio não eram iguais, pois um homem poderia se casar imediatamente depois de se separar, mas uma mulher deveria esperar pelo menos 10 meses para se casar novamente.
O direito ao divórcio, porém, foi revogado poucos anos depois.

## Cidadania Política
A França, tradicionalmente, negava às mulheres qualquer tipo de cidadania política, sendo elas vistas como subordinadas à autoridade de seu marido. As mulheres eram impedidas de votar, de exercer qualquer cargo político e, posteriormente, na França Revolucionária, de pertencer a Guarda Nacional. Na época da Convenção (1792-1795), os deputados foram pressionados a decidir questão da cidadania das mulheres e se chegou à decisão, em 1793, de que a cidadania delas continuaria a ser negada, pois, para eles, as mulheres não possuíam a mesma força moral e física dos homens para serem capazes de exercer seus direitos políticos. As mulheres da época ficaram frustradas com a decisão e alegaram que os constituintes violaram o princípio da igualdade ao excluir, nas palavras delas, metade da espécie humana da vida política.
É verdade que grande parte das francesas via com maus olhos a participação das mulheres na política. Algumas decidiram adotar o caminho da "maternidade cívica" como forma de demonstrar seu patriotismo, outras não possuíam outra possibilidade a não ser essa. A devoção total à criança e a preocupação com sua educação se tornou símbolo de boa conduta e da civilização, pois as patriotas deveriam de todas as maneiras se diferenciar da futilidade e do egoísmo das mulheres do Antigo Regime. Na visão dos revolucionários, os homens deveriam fazer as leis e as mulheres os costumes e a moral do novo homem, pela boa educação de seus filhos.

## Simbologia feminina na Revolução
Durante a revolução francesa, com a transição de um Antigo Regime para uma França Republicana, os republicanos utilizaram-se da propaganda visual para reforçar os novos ideais que acompanhavam estas mudanças e moldar os cidadãos republicanos. Em grande parte destas imagens produzidas, a figura da mulher assume um papel de destaque simbólico. Entretanto, o papel ocupado pela figura feminina nas imagens e o papel ocupado pela mulher real na sociedade francesa contrastavam amplamente.
Em diversas imagens produzidas na época, popularizou-se a utilização de uma figura feminina liderando os revolucionários. Nomeada Marianne, ela seria a personificação da República Francesa, representando seus valores: liberdade, igualdade e fraternidade. A famosa obra de Eugène Delacroix - La Liberté guidant le peuple-, com Marianne guiando os revolucionários, foi, contudo, produzida posteriormente à Revolução e contradiz as representações femininas feitas durante esse período.
As cenas produzidas como propaganda misturavam elementos da tradição católica e da antiga tradição greco-romana, desta forma, produziam-se duas figuras antagônicas: a deusa pagã, simbolizando a mulher heroína, que se insere nas lutas revolucionárias e, por outro lado, a virgem cristã, que é uma mãe acolhedora e silenciosa. Inicialmente se utilizou como símbolo para a República a deusa grega da Liberdade. Porém, sua aparência fria e a falta de um elemento em comum com o povo fez com que o símbolo utilizado fosse alterado para uma mulher mais acolhedora e com um nome comum cristão: surge Marianne e uma república ao alcance do povo.

Nas imagens as mulheres podiam aparecer representando a igualdade e segurando símbolos de luta e de justiça porque estavam atuando como a personificação destes ideais republicanos e não como mulheres reais. Às mulheres da França esperava-se que fossem virtuosas, ensinassem seus filhos a serem bons republicanos e não atuassem diretamente na política.

Eugène Delacroix - Le 28 Juillet. La Liberté guidant le peuple

### La Liberté guidant le peuple
A pintura mais famosa ao se pensar na revolução francesa, foi produzida em 1830, muitos anos após a revolução ter ocorrido e totalmente deslocada das imagens que eram propagadas durante a revolução.
Nesta obra de arte a Liberdade está carregando uma arma enquanto se movimenta ativamente, indicando participação na batalha além de atuação como líder. Este tipo de representação não foi adotado durante a revolução francesa, nas quais as mulheres normalmente apareciam sentadas ou realizando movimentos mínimos, assim como também não eram representadas em um combate ou ato político, o que contradiria seus "reais deveres".

## A participação feminina

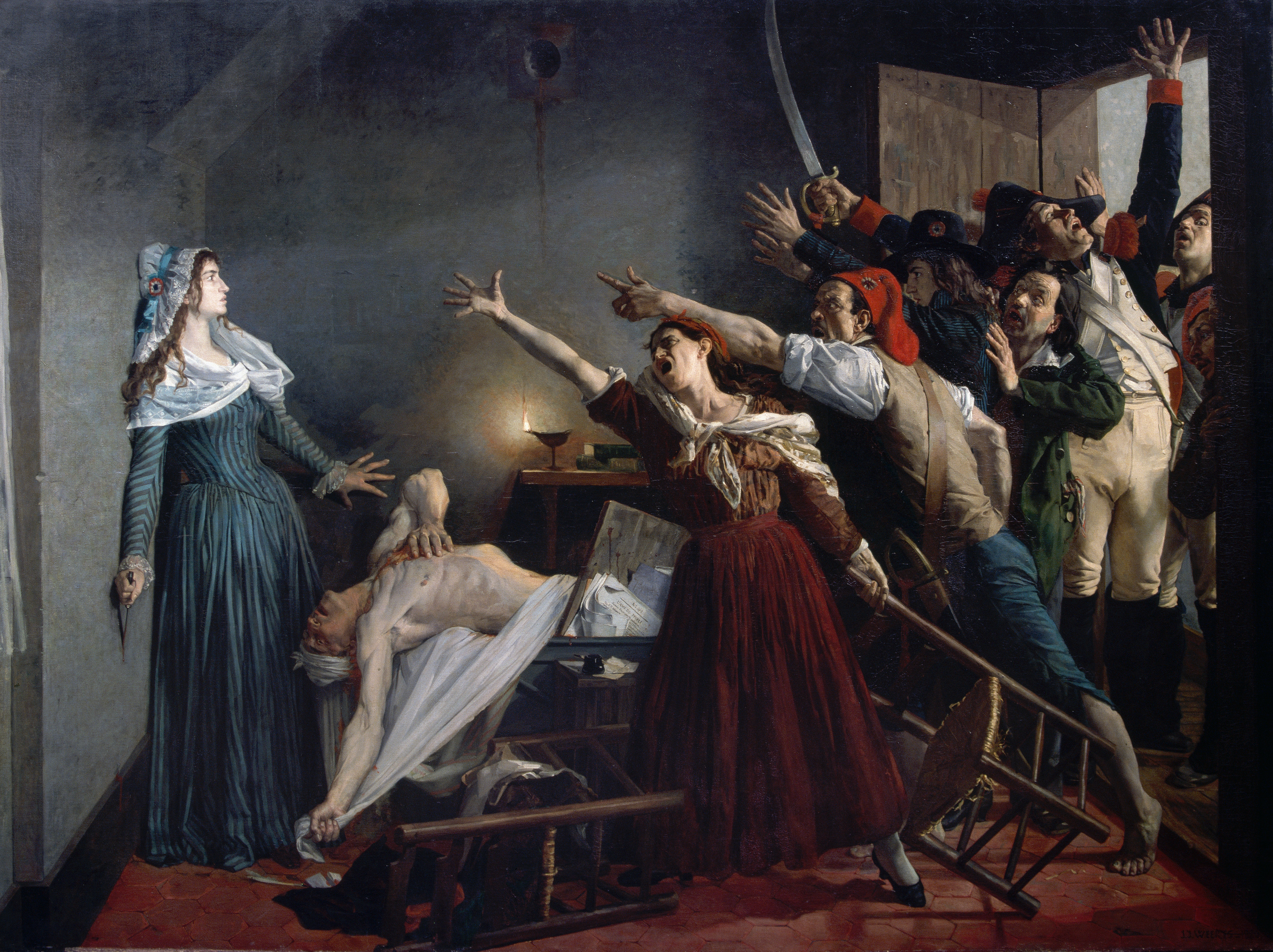
L'Assassinat de Marat

Existe a impressão de que a Revolução Francesa foi algo realizado quase que exclusivamente por homens. Há apenas duas personagens que frequentemente aparecem nas narrativas: Marie-Anne Charlotte Corday d'Armont, que assassinou o político jacobino Jean-Paul Marat em 1793, e a rainha Maria Antonieta, uma das maiores personalidades da Revolução, que foi guilhotinada também em 1793. Apesar do esforço para que as mulheres se mantivessem em casa, a participação feminina pode ser vista desde os primórdios do processo revolucionário.
As mulheres da camada popular também foram vitimas da fome, da inflação e da desordem fiscal, e sempre participaram de diversos levantes e protestos em toda a França, surpreendendo a sociedade da época por seu interesse nessas questões e por se utilizarem política presente na Declaração de Direitos do Homem e do Cidadão em seu discurso como arma moral e política. Quando o rei convocou os Estados Gerais (1788), elas se fizeram presentes lutando e mobilizando a população para que fossem escolhidos bons representantes para a Assembleia Nacional Constituinte. Mesmo que não pudessem ser eleitas, muitas mulheres estavam presentes nas galerias para observar o curso das discussões, sempre aplaudindo ou vaiando os deputados. A pressão que elas exerciam era tão grande que, em 1793, as mulheres foram proibidas de assistir às sessões do parlamento, mas elas continuaram a acompanhar as decisões tomadas nos espaços de sociabilidade que eram utilizados por grande parte da população, como filas de pão, mercados, em cafés, salões e na imprensa. As mais engajadas foram caracterizadas como militantes e faziam parte de sociedades ou clubes políticos. As mulheres que apoiaram a Revolução precisavam constantemente romper com a imagem de egoísmo, vaidade e futilidade que era associada ao sexo feminino para poderem fazer parte da ordem social, pois nessa sociedade que surgia e que aspirava a virtude acima de tudo, os defeitos atribuídos às aristocratas e à Rainha manchavam a imagem feminina como um todo.
As moças da burguesia também participavam da sua maneira, normalmente reservadas em seu lar, mas sem medo de mostrar coragem e determinação no caso de sua família correr perigo. Sua motivação era principalmente a defesa de seus entes queridos que haviam sido presos ou prejudicados de alguma forma, e para isso elas procuravam se utilizar da linguagem política da época em sua argumentação. Essas mulheres também costumavam participar de clubes femininos que se dedicavam a ajudar os necessitados espalhados por várias províncias a França. Esses clubes permitiam que elas adquirissem mais interesse pela vida política e proporcionavam um ambiente feminino para que se discutissem as decisões tomadas pela Assembleia Nacional.
As mulheres que eram contra a Revolução ou não aceitavam alguma decisão e se pronunciavam eram violentamente reprimidas, inclusive as mulheres religiosas que viviam em conventos. O espancamento público era muito utilizado para se fazer calar uma mulher e muitas das que desenvolveram algum tipo de ação contra-revolucionária acabaram por serem presas ou guilhotinadas.

## Luta Armada

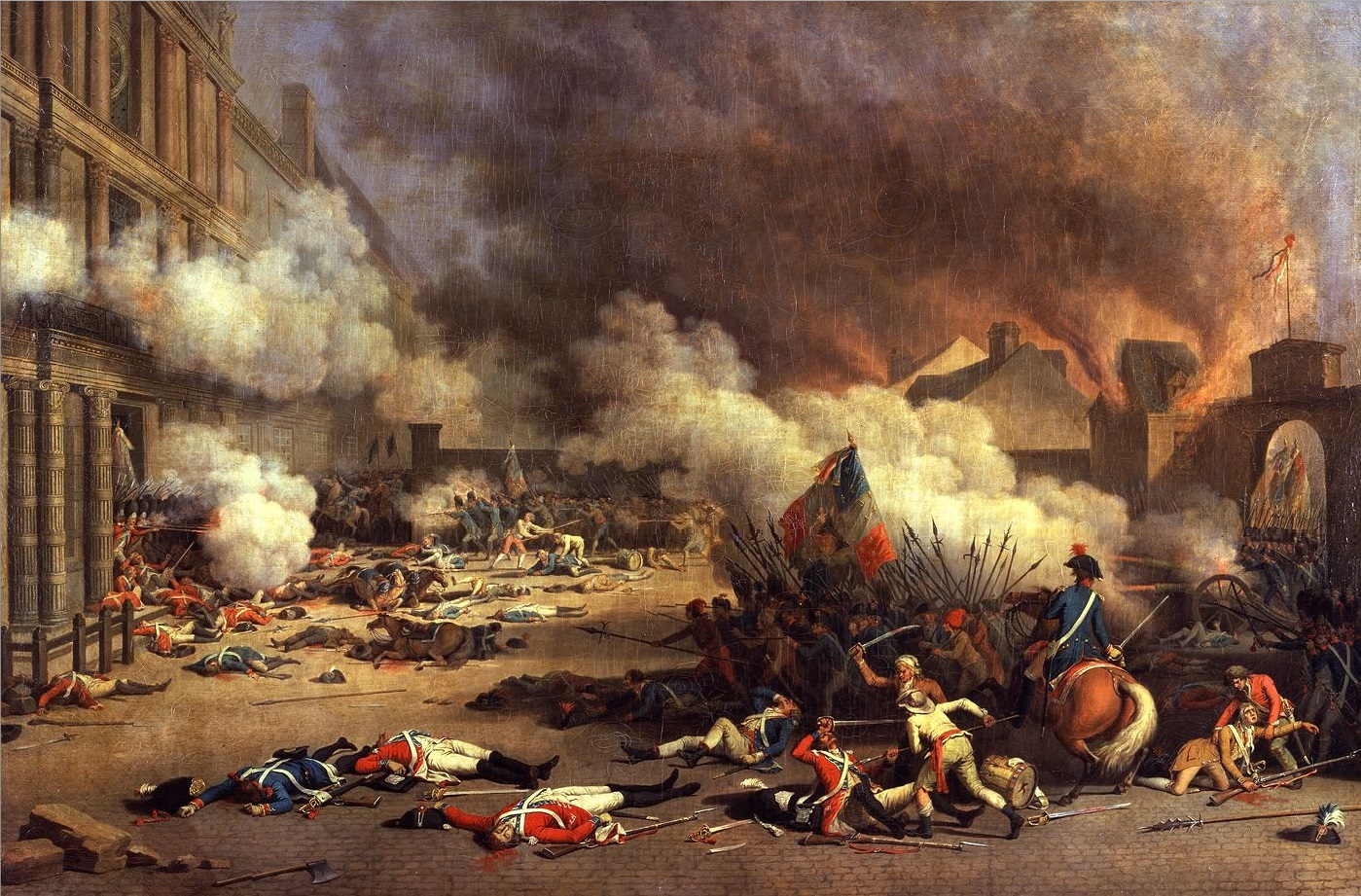
Jacques Bertaux - Prise du palais des Tuileries

As mulheres se consideravam capazes de assumir todas as responsabilidades da cidadania e, apesar das tentativas falhas por parte das militantes de participar das milícias revolucionárias, algumas delas passaram se juntar aos combatentes disfarçadas de homem e acompanhadas por seus maridos, pais ou irmãos. As mulheres estiveram presentes no campo de batalha desde a tomada da Bastilha, ajudando de acordo com suas possibilidades.
Com ou sem permissão, as militantes participaram de uma série de procissões armadas de abril a junho de 1792, participando de todas as agitações que levaram à queda da monarquia e a instauração da República. Percebendo o valor da participação feminina no movimento popular, a Comuna de Paris homenageou publicamente as militantes, exaltando-as como um símbolo da cidadania feminina. Em julho de 1792, elas participaram da invasão do Palácio das Tulherias e em agosto participaram de uma batalha que lá ocorreu, havendo alguns relatos de mulheres que foram vistas tomando os fuzis dos guardas suíços do rei.

## Marcha para Versalhes

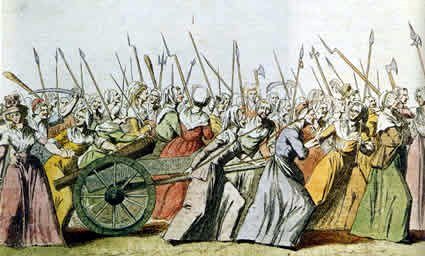
Women's March on Versailles

A Grande Marcha sobre Versalhes é a primeira grande intervenção feminina na Revolução e marcou o início de uma participação mais expressiva das mulheres no cenário evolucionário. Essa intervenção não surgiu do nada, pois já era antiga a tradição de intervenção feminina em casos de falta de alimento, onde as mulheres comerciantes e trabalhadoras faziam pressões falando diretamente com o rei ou manifestações nas ruas. Essa tradição está na base da conscientização política das mulheres do povo e da desenvoltura com que participavam dos protestos e com que reivindicavam seus interesses
Em agosto de 1789, vários grupos de mulheres passaram a ir até Versalhes para reclamar da escassez de pão em Paris, esse grupo estava acompanhado da Guarda Nacional,o  que diferenciava essa manifestação das outras, pois fornecia um suporte militar para as reivindicações. Em Paris, o povo estava vivendo na miséria pela falta de comida, altos preços e também pela falta de empregos, o que afetava principalmente as mulheres que costumavam trabalhar como empregadas domésticas de famílias aristocráticas, pois esses estavam fugindo da cidade. Por esse motivo, elas passaram a sair para protestar em procissões e marchas quase que diariamente . Em setembro, houve uma grande marcha no dia de ação de graças a Santa Genoveva, onde participaram setecentas mulheres com seus companheiros operários e membros da Guarda, todos armados e carregando uma Bastilha de madeira, símbolo da vitória do povo sobre a tirania, o que também representava que a marcha não tinha apenas um caráter religioso. Esses movimentos de agosto setembro eram apenas um exemplo do que estava por vir.
Em cinco de outubro de 1789, motivadas pela falta de pão e pelas ofensas à Revolução feitas por oficiais do Regimento de Flandres, sete mil mulheres do povo vindas de todos os cantos de Paris, se reuniram no Hôtel de Ville e, com o auxilio de homens munidos
de piques, tridentes e lanças, derrubaram as portas da sala de armamentos e tomaram todas as armas. A Guarda Nacional ofereceu sua proteção armada a essas mulheres e juntos seguiram para Versalhes com o objetivo trazer a força o rei a Paris, a fim de tirá-lo da influência “maléfica” da Rainha e da corte e fazê-lo aprovar as medidas decididas pela Assembleia Nacional. Foram recebidas em Versalhes aos gritos de “Viva nossas parisienses!”. As manifestantes reclamavam de que os homens não tinham força, que eram covardes e que a papelada não resolvia a falta de alimentos. Elas ocuparam as galerias, interromperam debates e pressionaram os deputados, deixaram claro que não iam se enganar com falsas promessas.
As opiniões sobre a Marcha divergiram, conservadores e moderados condenavam, dizendo que foi tudo um movimento planejado por políticos e pelo Duque de Orléans, que queria tomar o lugar de Luis XVI, e não um movimento espontâneo por parte das mulheres. Eles criticavam principalmente a conduta daquelas mulheres, e descreram a multidão que escoltou o rei a Paris como insolentes e impróprios. Já os integrantes mais radicais da revolução, elogiaram as “heroínas de Versalhes” e atribuíram uma conotação mística e idealizada para elas, como simbolizado na imagem da família real sendo guiada a Paris pela deusa da Liberdade.

## Atuação das mulheres na Revolução Francesa (1789-1795)
As mulheres participaram do processo revolucionário francês e estiveram presentes em quase todos os levantes e jornadas revolucionárias. Todavia, é a Marcha a Versalhes, em 05 de Outubro de 1789, que marca o início da participação política expressiva das mulheres no processo revolucionário e na cena política nacional.
A Marcha a Versalhes foi realizada pelas vendedoras de peixe e outras mulheres de camadas populares, acompanhadas por soldados da Guarda Nacional. Nessa ocasião, 7 mil mulheres marcharam 14km em 6 horas sob a chuva e protestaram contra a escassez e o aumento do preço do pão. No dia seguinte, com a promessa de medidas para solucionar a crise de abastecimento, as mulheres retornaram à Paris escoltando a carruagem da família real.
A participação das mulheres nesse período demonstra o crescente interesse pelas questões cívicas que mobilizavam a sociedade francesa. Essas mulheres eram de extratos sociais diversos, majoritariamente “do povo” e com pouca instrução. A percepção que predominou na sociedade foi a de que eram perigosas, descontroladas, violentas e subversivas com relação a hierarquia social e relações entre os sexos.
Tania Machado Morin sinaliza que esse não era um grupo monolítico e que essas mulheres se inseriam de formas diferentes no processo revolucionário. Apesar de haver um entrelaçamento de papéis e funções, haviam três grupos femininos emblemáticos: as mães republicanas, as mulheres-soldados e as militantes políticas.  
a) Mães republicanas: em conformidade com a ideologia revolucionária dominante, a maior parte das francesas não viam com bons olhos a participação feminina na vida política. Dessa forma, expressavam seu patriotismo exercendo os papéis de mãe e educadora, responsáveis por gerar patriotas.
b) Mulheres-soldados: foram as mulheres que se alistaram no exército quando a França declarou guerra à Áustria em abril de 1792. Algumas se apresentaram como mulheres e outras disfarçadas de homens, também como uma forma de se protegerem contra a violência sexual. Em 1793, em conformidade com a definição revolucionária de papéis sociais, houve um decreto de expulsão dessas mulheres da frente de batalha. Todavia, na prática, poucas mulheres foram dispensadas.
c) Militantes políticas: Administravam clubes políticos, discursavam e demonstraram interesse político continuado pela política. As militantes não julgavam que as funções sociais femininas excluíam a mulher da vida pública, mas pelo perfil das ativistas supõe-se que as obrigações maternas eram um obstáculo à militância assídua: eram mulheres entre 30 e 40 anos, sem filhos pequenos ou bastante jovens e ainda sem filhos.  
É importante sinalizar que a participação das militantes era no papel de coadjuvantes, pois não faziam parte da estrutura oficial do poder, não tinham direito ao voto, ao porte de arma ou ao pertencimento à Guarda Nacional, prerrogativas formais da cidadania. Todavia, os juramentos eram atos de cidadania que as inseriam de alguma forma no corpo político. 
Nas cartas e petições dirigidas ao rei e integrantes dos estados gerais, pediam mais esclarecimento, educação, igualdade para os dois sexos perante a lei, a lei do divórcio, o direito da mulher  à propriedade e o treinamento profissional visando independência financeira. Sobre o treinamento profissional e ensino de ofício às mulheres, pedido de notável modernidade, a separação das profissões adequadas para homens e mulheres demonstrava tradição.
De 1789 a 1793 surgiram em Paris e nas províncias clubes políticos. Apesar de poucas cidadãs reivindicarem o voto, a maioria achava que a cidadania implicava alguma participação na vida nacional. Diante disso, as mulheres começaram a se organizar e, enquanto as ativistas eram aliadas úteis dos líderes revolucionários, os clubes se mantiveram. Todavia, quando passaram a ser vistas como uma ameaça política, foram reprimidas com o rigor da lei e das armas.
Em outubro de 1793 os clubes foram extintos e em maio de 1795 as mulheres foram proibidas de frequentarem a Assembleia e de se reunirem em qualquer lugar, inclusive nas ruas em grupos de mais de cinco, sob pena de detenção imediata.
Foram alvos desse decreto não apenas a Sociedade das Republicanas Revolucionárias, fundada por Pauline Léon e Claire Lacombe em maio de 1793, mas a mulher politizada, as práticas políticas que davam visibilidade à questão dos direitos civis das mulheres e que fizeram com que os líderes revolucionários se posicionassem.
Até a década de 1990 havia um consenso entre os historiadores, que afirmavam que as mudanças políticas e sociais da Revolução não haviam beneficiado as mulheres. Todavia, a partir de 2000, surge um nova perspectiva historiográfica, que não nega a repressão, mas percebe a experiência política feminina uma vez que a documentação da época mostra um grau de compreensão política, apesar da pouca educação formal e contato com instâncias de poder.
É importante sinalizar que houve avanços, como por exemplo a aprovação da lei do divórcio, o fim dos privilégios masculinos da primogenitura nas heranças familiares, pensões para as viúvas ou esposas de mutilados de guerra, oficinas de trabalho para as mães e esposas de combatentes, dentre outros. A experiência política feminina no processo revolucionário francês aponta para a descoberta da força política, da resistência à opressão e da luta por justiça social.